# Clubiona rumpiana
Clubiona rumpiana là một loài nhện trong họ Clubionidae.
Loài này thuộc chi Clubiona. Clubiona rumpiana được George Newbold Lawrence miêu tả năm 1952.